# NHK 쓰 방송국

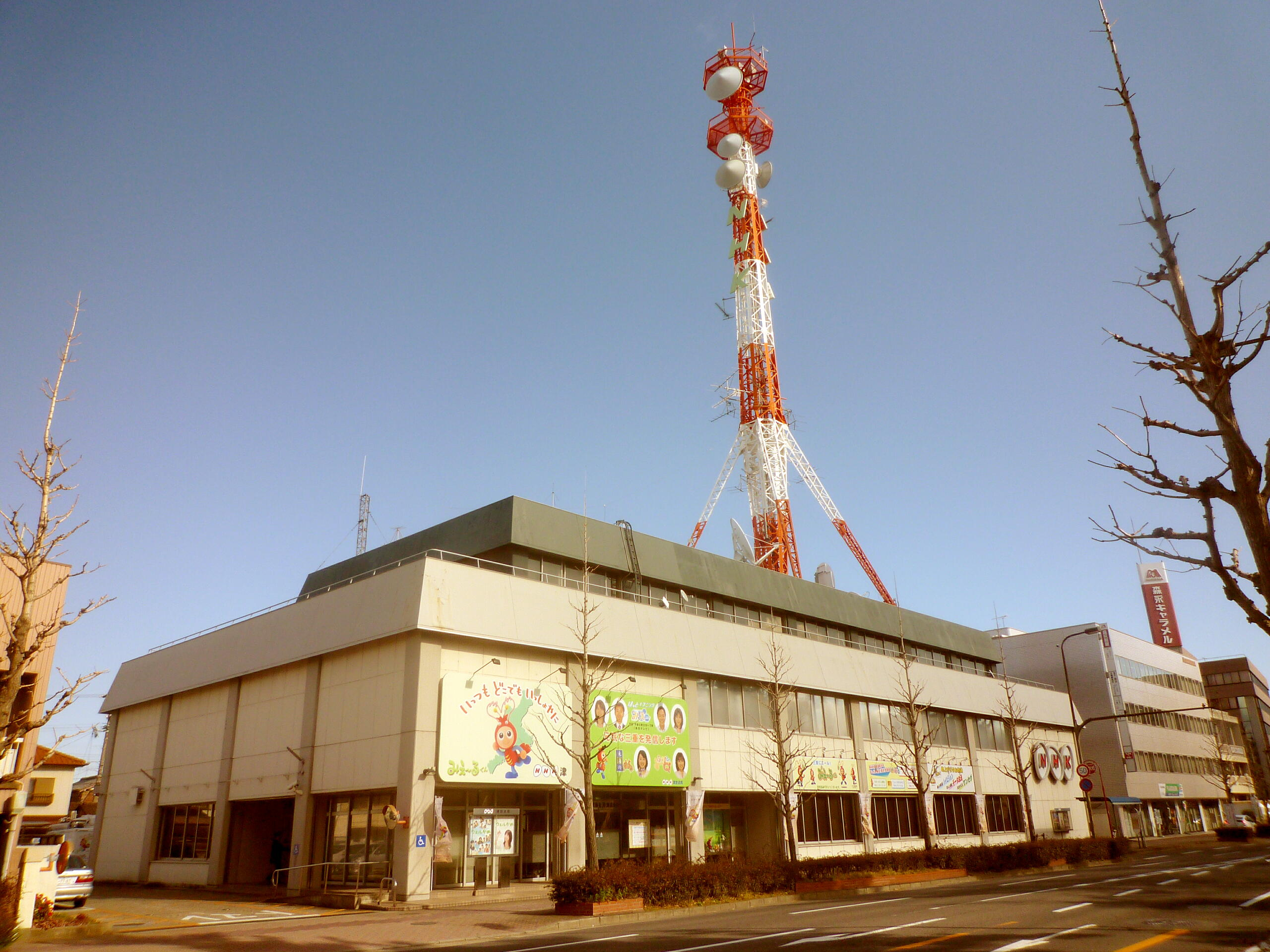
NHK 쓰 방송국

NHK 쓰 방송국(津 放送局)은 미에현을 방송구역으로 하는 NHK의 지역방송국이며 FM라디오·텔레비전 방송을 담당하고 있다.

## 연혁
- 1940년 9월 1일 - 나고야 중앙 방송국 쓰 출장소가 설립되어 수신기 상담 및 수신료관련 업무등을 실시한다.
- 1942년 - 우에노 라디오 중계방송소를 설치해 지역 라디오 방송 시작(전파 관제에 의한 조치에 따라 100W 출력 방송을 시행함)
- 1951년 - 쓰 방송국으로 개칭.
- 1970년 - 현역 FM 방송국 개국
- 1973년 4월 2일 - 지역 종합 텔레비전 방송 시작(교육 텔레비전은 계속 나고야 방송국 관할)
- 2005년 4월 1일 - 지상파 디지털 텔레비전 방송개시(미에 TV 방송도 이 날 실시).
- 2011년 7월 24일 - 지상파 아날로그 텔레비전 방송 종료

## 채널·주파수
- 종합 텔레비전 쓰본국 28ch(JONP-DTV)
- 교육 텔레비전 나고야방송국 관할 44ch(JOCB-DTV)
- FM방송 쓰 본국 81.8MHz(JONP-FM)
  - 교육 텔레비전과 제1·제2라디오 방송은 나고야 방송국에서 방송을 담당하고 있다.

## 미에현에 있는 다른 텔레비전·라디오 방송국
- 미에 TV 방송(MTV)(독립 텔레비전 방송국)
- 미에 FM방송(JFN 계열)